# Fello Suberví
Rafael Antonio «Fello» Suberví Bonilla (Barahona, 6 de julio de 1942-Santo Domingo, 15 de julio de 2025) fue un abogado y político dominicano, que ha fungido como alcalde, diputado y ministro. En las elecciones presidenciales de 2004 fue candidato vicepresidencial de la República Dominicana por el Partido Revolucionario Dominicano (PRD), acompañando al entonces presidente Hipólito Mejía.

## Primeros años
Fello nació en Barahona, República Dominicana. Realizó sus estudios primarios, intermedios y secundarios en el Colegio Morgan de la Ciudad de Barahona. Estudió Ciencias Jurídicas en la Universidad Autónoma de Santo Domingo, (UASD) egresando como Doctor en Derecho en el año 1965.
Al iniciar en la actividad política realizó estudios políticos en la Escuela de Ciencias Políticas de la Universidad de Costa Rica, estudios turísticos en el Instituto Español de Turismo, en Madrid y estudios sobre relaciones y manejo de Recursos Humanos, en la Universidad de Nueva Orleans.
Actualmente es socio-presidente de la firma de abogados Rafael Suberví Bonilla & Asociados.
Con la llegada del Partido Revolucionario Dominicano (PRD), se orienta a la actividad política. Es sobrino del expresidente del Senado de la República Dominicana, Noel Suberví Espinosa y primo hermano del exalcalde de la ciudad de Santa Cruz de Barahona, Noel Octavio Suberví Nín.

## Carrera política

### Alcaldía de Santo Domingo
Fue dos veces alcalde de Santo Domingo en los períodos de 1986-1990 y de 1994-1998.
Durante su primera gestión se convirtió en peatonal la calle El Conde, ubicada en la Ciudad Colonial, primera ciudad fundada por los europeos en América. Se iniciaron los trabajos del nuevo mercado en Villa Consuelo y se implementó el relleno sanitario en el vertedero de Duquesa. También se creó el primer cuerpo de policía municipal de la ciudad.
En su segunda gestión se inauguró el «Bulevar de las Estrellas» ubicado en la avenida Winston Churchill, a partir de la 27 de febrero de 1998 y hasta la José Amado Soler, empleando un tramo de la isleta central en el cual personajes destacados de la industria del entretenimiento tienen estrellas metálicas con sus nombres sobre el concreto.
Otra obra fue la Fuente Cibernética en la Avenida George Washington del Malecón de Santo Domingo en 27 de febrero de 1998. Esta obra exhibía una combinación de luces, agua, color y sonidos.
En su gestión se inició la construcción del elevado sobre la calle París, entre las calles Abreu y la cabecera del puente Duarte, que posteriormente fue integrado al elevado de la avenida 27 de febrero durante el primer gobierno de Leonel Fernández.

### Ministro de Turismo
El 16 de agosto de 1982 Suberví fue nombrado Ministro de Turismo durante el gobierno del presidente Salvador Jorge Blanco. El 16 de agosto de 2001 debido a la caída del Turismo en la República Dominicana volvió a asumir el cargo bajo la presidencia de Hipólito Mejía.
Para 8 de noviembre de 2003 toma una licencia para dedicarse a sus actividades proselitistas en busca de la nominación presidencial, y quien lo sustituye en el ministerio es su esposa Miguelina Ortiz de Suberví que mediante el decreto 1054-1103 se convierte en la primera y única mujer en llegar a esa posición en el estado dominicano.
Recibió el Premio Mundial del Turismo y es autor de un Compendio de Legislación Turística. También escribió Incidencias del Turismo en la Economía Dominicana..

### Partido Revolucionario Dominicano
Fello Suberví fue Secretario General del Partido Revolucionario Dominicano hasta el año 2005. Actualmente es Vicepresidente del Partido Revolucionario Dominicano.Durante su trayectoria política, ha dirigido 17 campañas electorales a diferentes candidatos presidenciales y suyas propias.

### Candidaturas a la Presidencia
En 1999, Suberví participó en las elecciones primarias del Partido Revolucionario Dominicano en busca de la nominación presidencial, quedando en segundo lugar, detrás de Hipólito Mejía.
Desde que terminó la última campaña, Suberví expresó varias veces sus intenciones para convertirse en candidato, indicando que "Quiero ser Presidente y voy a ser Presidente".
En el 2004 las encuestas situaban a Fello Suberví con posibilidades de ser el candidato presidencial del Partido Revolucionario Dominicano, pero se impuso una reforma constitucional para la reelección del entonces presidente Hipólito Mejía. Esta reforma le ocasionó a Mejía problemas al interno de su partido provocando una división dentro de sus principales dirigentes.El denominado Grupo de los siete se unió para irse en contra de Mejía, con objetivo evitar su repostulación como candidato a la presidencia.Pero esta unión no logró su cometido e Hipólito Mejía logró re postularse.
El 4 de marzo de 2004 Suberví Bonilla aceptó acompañar al presidente Hipólito Mejía en la boleta presidencial del Partido Revolucionario Dominicano (PRD).

### Fallecimiento
Fello Suberví falleció el martes 15 de julio a los 83 años. La noticia fue confirmada por su esposa Miguelina Ortiz, al programa Hoy Mismo. De Fello Suberví se conocía de su deteriorado estado de salud.